# Teotônio Raimundo de Brito

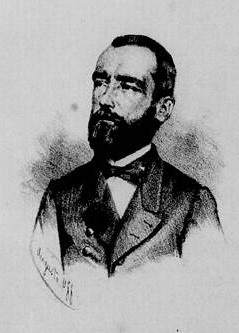
O Capitão de Mar e Guerra Teotônio Raimundo de Brito

Teotônio Raimundo de Brito nasceu na cidade do Rio de Janeiro, em 31 de agosto de 1821. Filho de Diogo Jorge de Brito (Ministro de Estado dos Negócios da Marinha em 1827) e Joaquina de Santa Rita. 

## Historia
Ainda muito jovem foi nomeado Guarda-Marinha, por meio de Aviso da Secretaria de Estado dos Negócios da Marinha de 28 de junho de 1828. Ingressou na Academia de Marinha em 30 de março de 1835 e, a 4 de dezembro de 1839, foi nomeado para seu primeiro embarque, na Fragata Campista. Seguiu sua carreira embarcando em vários navios da Armada, com destaque para o Vapor São Salvador – que, em 1846, transportou o Imperador aos portos do norte da Província do Rio de Janeiro – até ser designado para exercer seu primeiro comando, em maio de 1847, na Escuna Guaíba, ainda no posto de Segundo-Tenente.

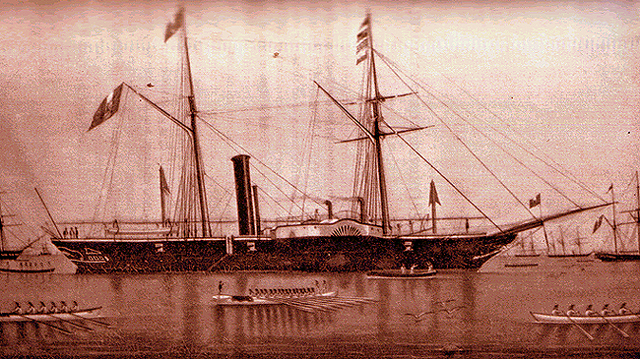
A fragata a vapor Amazonas em 1865

No transcurso de sua trajetória na Marinha, desde os postos iniciais do oficialato naval, atuou em importantes funções na Armada. Com destaque para os comandos de importantes navios e membro de comissões de verificação, as quais compôs ainda como Capitão-Tenente. Entretanto, cumpre ressaltar suas ações durante a Campanha da Guerra da Tríplice Aliança, especialmente por ocasião dos combates em Riachuelo, em 11 de junho de 1865, quando figurou como comandante da Fragata Amazonas, capitânia da Esquadra liderada pelo Almirante Francisco Manuel Barroso da Silva. Nessa mesma campanha e ainda à frente da Amazonas, destacou-se nas passagens de Mercedes, no dia 18 do mesmo mês, e Cuevas, em agosto seguinte.
No ano de 1867, ainda no quadro de beligerância contra o governo paraguaio, foi promovido ao posto de Capitão de Mar e Guerra, sendo então nomeado para comandar a Divisão Naval do Alto Uruguai. Nesse mesmo ano, foi nomeado para aquela que seria sua derradeira função, o comando da Divisão Naval do Rio da Prata, o qual exerceu a bordo da Fragata Amazonas até 28 de março de 1868, quando foi exonerado da referida função para tratamento de moléstia adquirida.   
Teotônio Raimundo de Brito faleceu em Montevidéu, em 2 de abril de 1868.

## Carreira
Guarda-Marinha: 28 de junho de 1828
Segundo-Tenente: 18 de julho de 1841
Primeiro-Tenente: 14 de março de 1849
Capitão-Tenente: 2 de dezembro de 1856
Capitão de Fragata: 28 de junho de 1864
Capitão de Mar e Guerra: 13 de janeiro de 1867

## Comandos e Direções:

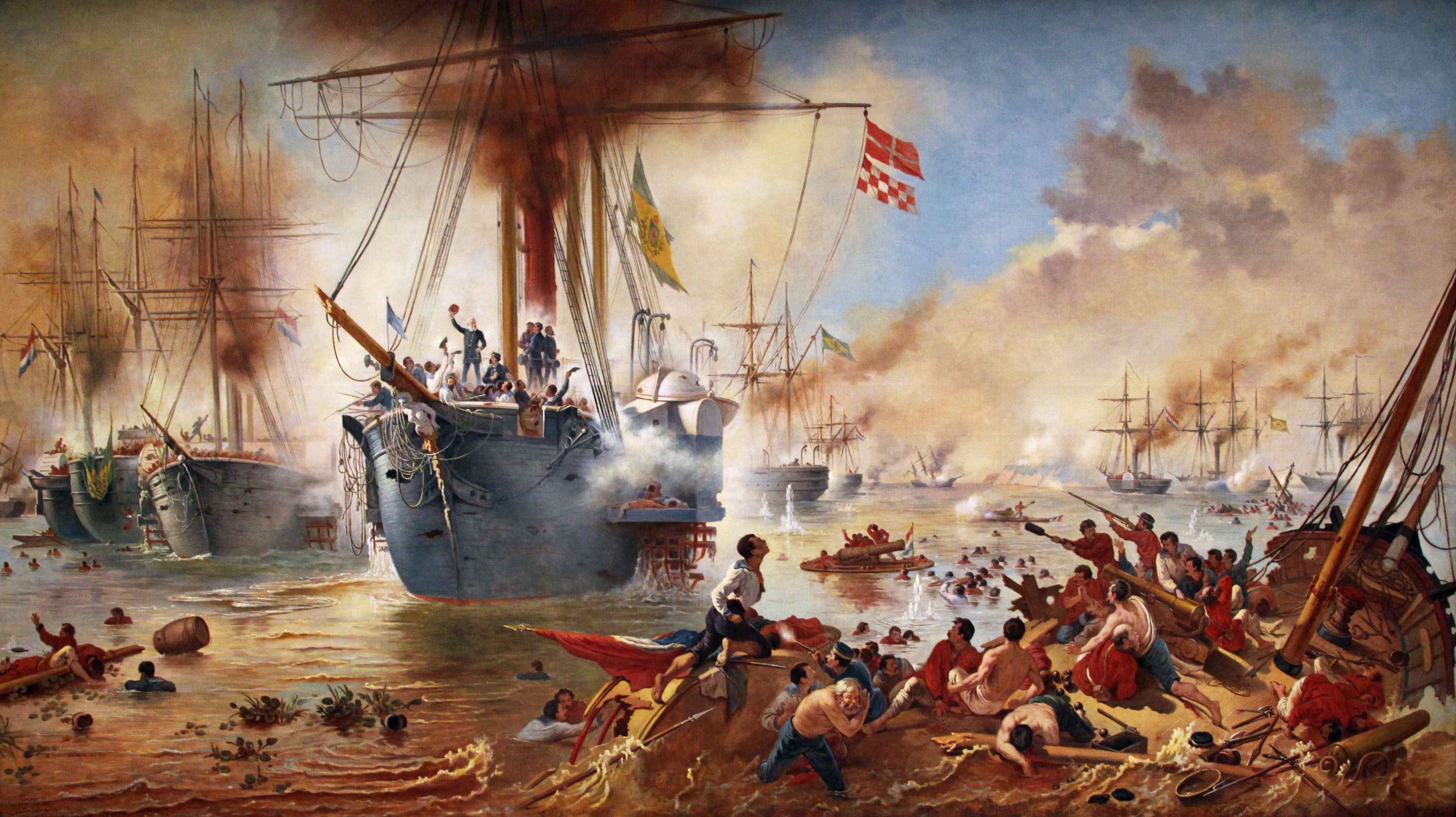
A Fragata Amazonas em destaque no quadro Combate Naval do Riachuelo, de Victor Meirelles.

Escuna Guaíba
Patacho Desterro
Iate Paraibano
Vapor Guapiassu
Vapor Sete de Julho
Vapor Camaquã
Brigue Fidelidade
Vapor Pedro Segundo
Fragata Amazonas
Divisão Naval do Alto Uruguai
Divisão Naval do Rio da Prata

## Comissões
Fragata Campista
Brigue Calíope
Brigue-Escuna Pirajá
Brigue-Escuna Leopoldina
Brigue-Escuna Niterói
Corveta Euterpe
Corveta Sete de Abril
Corveta Dois de Julho
Vapor Paquete do Norte
Vapor São Salvador
Vapor Paraense
Comissão de verificação do material da Companhia Brasileira de Paquetes a Vapor
Comissão de verificação e parecer sobre a Bússola de Registro e Rosa de Desvio
Comissão de verificação e parecer sobre a memória apresentada pelo Dr. Emanoel Liais acerca dos melhoramentos para a navegação a vapor
Comissão encarregada de confeccionar o projeto de regulamento do serviço interno das Forças Navais e Navios soltos 

## Medalhas e Condecorações
Ordem de Cristo (Cavaleiro)
Imperial Ordem da Rosa (Oficial)